# Asplenium crinicaule
Asplenium crinicaule är en svartbräkenväxtart som beskrevs av Henry Fletcher Hance. Asplenium crinicaule ingår i släktet Asplenium och familjen Aspleniaceae. Inga underarter finns listade.